# Palomino
En palomino er en guldfarvet hest. Farven forekommer ved at krydse enslødede ponyer med tilsvarende. Palominofarven fremkommer i de fleste hesteracer (også i Dansk varmblod).
Palominofarven fremkommer, når man krydser en rød hest med en hest med enkelt eller dobbelt krem-gen. En cremello har den røde hests farve i fortyndet udgave i dobbeltdosis, mens den "røde" hest, når den bliver født palomino, har farven fortyndet en gang = en palomino.
Krydses en rød hest med en cremello (dominant) er resultatet altid en palomino. Krydses en rød hest med en palomino er der 50% sandsynlighed for palomino afkom, og krydses to palominoer, er der 50% sandsynlighed for palomino afkom, 25% sandsynlighed for cremelloafkom og 25 % sandsynlighed for rødt afkom. Krydses en palomino med en cremello er der 50% sandsynlighed for enten palomino eller cremelloafkom. Alt som efter Gregor Mendels arvelære.

## Kendetegn
Dens særlige kendetegn er farven: guldgylden (lys guld til kobberguld) med hvid man og hale og ofte hvide aftegn. Størrelsen er over ponystørrelse  og for heste 160 cm+. Øjnene er brune.
Cremelloen er en dobbeltdeluitte – den er fra helt hvid til flødefarvet. Øjnene er blå.

## Klassificering
I Danmark avles den målrettet i Dansk Varmblod og i Dansk Palomino Avlsforbund (DPA)
I Danmark er Palominoen registeret som race med avl i varmblod og sportspony, med farven som overordnet mål 
I USA er palominoen en race.

## Oprindelse
I Danmark har avlere siden 1987 gået målrettet efter gode konkurrenceheste og -ponyer i dressur og spring. Flere danske palomino varmblodsheste har udmærket sig på nationalt og internationalt plan som      .
I USA
De kinesiske kejsere har redet på disse heste[kilde mangler], men de palominoer vi har i dag, er fremavlet fra de spanske nybyggeres heste. Hestene blev krydset med mustangen i USA. Den stammer fra Californien og bruges som ridehest, cowboyhest eller rodeohest.
- Wikimedia Commons har flere filer relateret til Palomino

 Der er for få eller ingen kildehenvisninger i denne artikel, hvilket er et problem. Du kan hjælpe ved at angive troværdige kilder til de påstande, som fremføres i artiklen.